# (6555) 1989 UU1
1989 يو يو 1 (ويعرف أيضًا باسم (6555) 1989 يو يو 1 وفق تسمية الكوكب الصغير) (بالإنجليزية: 1989 UU1)‏ هو كويكب ضمن حزام الكويكبات؛ وترتيبه 6555 من حيث الاكتشاف.
اكتُشف هذا الجُرم الفلكي بواسطة Takuo Kojima ‏ في 29 أكتوبر 1989.

## وصلات خارجية
- (6555) 1989 UU1 في قاعدة بيانات مختبر الدفع النفاث لأجرام النظام الشمسي الصغيرة

- الاكتشاف · مخطط المدار ·  العناصر المدارية · المعلمات المادية

- (6555) 1989 UU1 على موقع ويكي سكاي: DSS2, SDSS, GALEX, IRAS, Hydrogen α, X-Ray, Astrophoto, Sky Map, Articles and images